# Señorío de Salona
El Señorío de Salona, conocido después de 1318 como Condado de Salona, fue un estado cruzado fundado después del saqueo de Constantinopla por la Cuarta Cruzada (1204) en la Grecia central. Su territorio se extendía por los alrededores de la ciudad de Salona (actual Ámfisa) y conocida en francés como La Sole.

## Historia
El primer señor de Salona, Tomás I d'Autremencourt (o de Stromoncourt), fue nombrado por Bonifacio de Montferrato, el rey de Tesalónica, en 1205. Después de la caída del reino por las fuerzas del Despotado de Epiro y luego de una breve ocupación entre 1210-1212, Salona se convirtió en un estado vasallo del Principado de Acaya. Sin embargo, la región quedó bajo una dependencia cada vez mayor del Ducado de Atenas.
En 1318, el Señorío de Salona fue conquistado por la Compañía Catalana, liderada por la familia Fadrique, que reivindicaron para sí mismos el título de Condes de Salona. Entre los dieciocho vasallos catalanes en la región entre 1380-1381, el Conde de Salona era el de mayor rango, seguido por el conde albanés Demitre y el marqués de Bodonitsa. Debido a la impopularidad de la condesa madre Helena Asanina Cantacucena en 1394, la ciudad abrió sus puertas al sultán otomano Beyazid I. En 1402, Salona estuvo, por un breve periodo de tiempo, en manos del Despotado de Morea, cuyo déspota, Teodoro I Paleólogo la vendió a los Caballeros Hospitalarios en 1404.
El estado de Salona dejó finalmente de existir en 1410 cuando fue conquistado por el Imperio otomano.

## Gobernantes

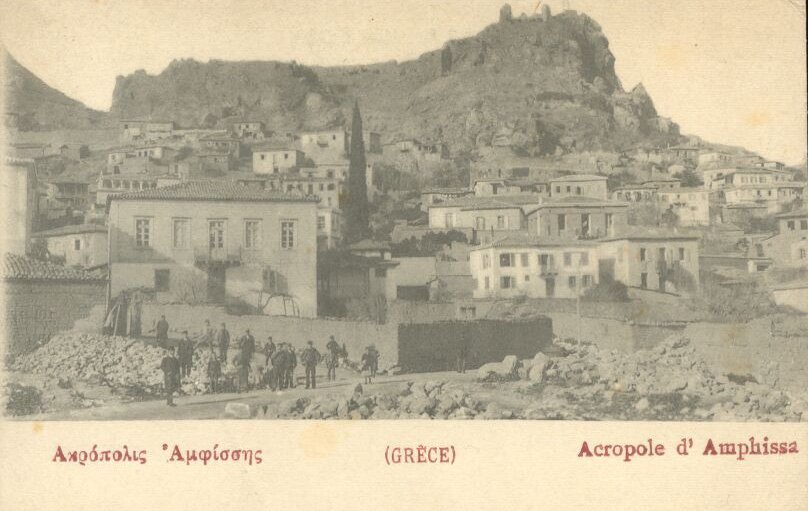
La ciudadela de Ámfisa, construido por los gobernantes latinos de la ciudad, de una tarjeta postal de 1918.

Familia d'Autremencourt/de Stromoncourt
- Tomás I d'Autremencourt 1205-1210
- Tomás II d'Autremencourt 1212-1258, hijo de Tomás I
- Guillermo d'Autremencourt 1258-1294, hijo de Tomás II
- Tomás III d'Autremencourt 1294-1311, hijo de Guillermo, muerto en la batalla del río Cefiso

Conquista catalana
- Roger Desllor 1311-1318
- Alfonso Fadrique 1318-1338
- Pedro Fadrique 1338-1355
- Jaime Fadrique 1355-1361
- Pedro de Pau 1361-1362
- Jaime Fadrique 1362-1365
- Luís Fadrique 1365-1382

Conquista navarra (1380)
- María Fadrique 1382-1394, hija de Luis, bajo la regencia de sus madre, Helena Asanina Cantacucena

Primera conquista otomana 1394-aprox. 1402/1403
Conquista bizantina moreota 1402/1403-1404
Caballeros Hospitalarios 1404-1410
Segunda conquista otomana 1410